# Lage Abtwoudsche polder
Lage Abtwoudsche polder (of Papsouwse polder) is de naam van een polder en voormalig waterschap in de gemeenten Hof van Delft (Schipluiden) en Delft  in de Nederlandse provincie Zuid-Holland. 
Het waterschap was verantwoordelijk voor de drooglegging en de waterhuishouding in de polder.
In het westen grenst de polder aan de Kerkpolder, in het oosten aan de Delftse Schie, in het zuidwesten aan de Holierhoekse- en Zouteveense polder en in het zuiden aan de Noord-Kethelpolder.

## Huidig gebruik
Momenteel is de polder deels bebouwd (de wijk Tanthof) en heeft deels een recreatieve bestemming.

## Afbeeldingen

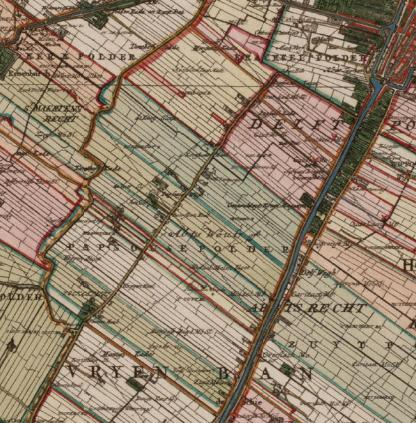
Kaart 1712
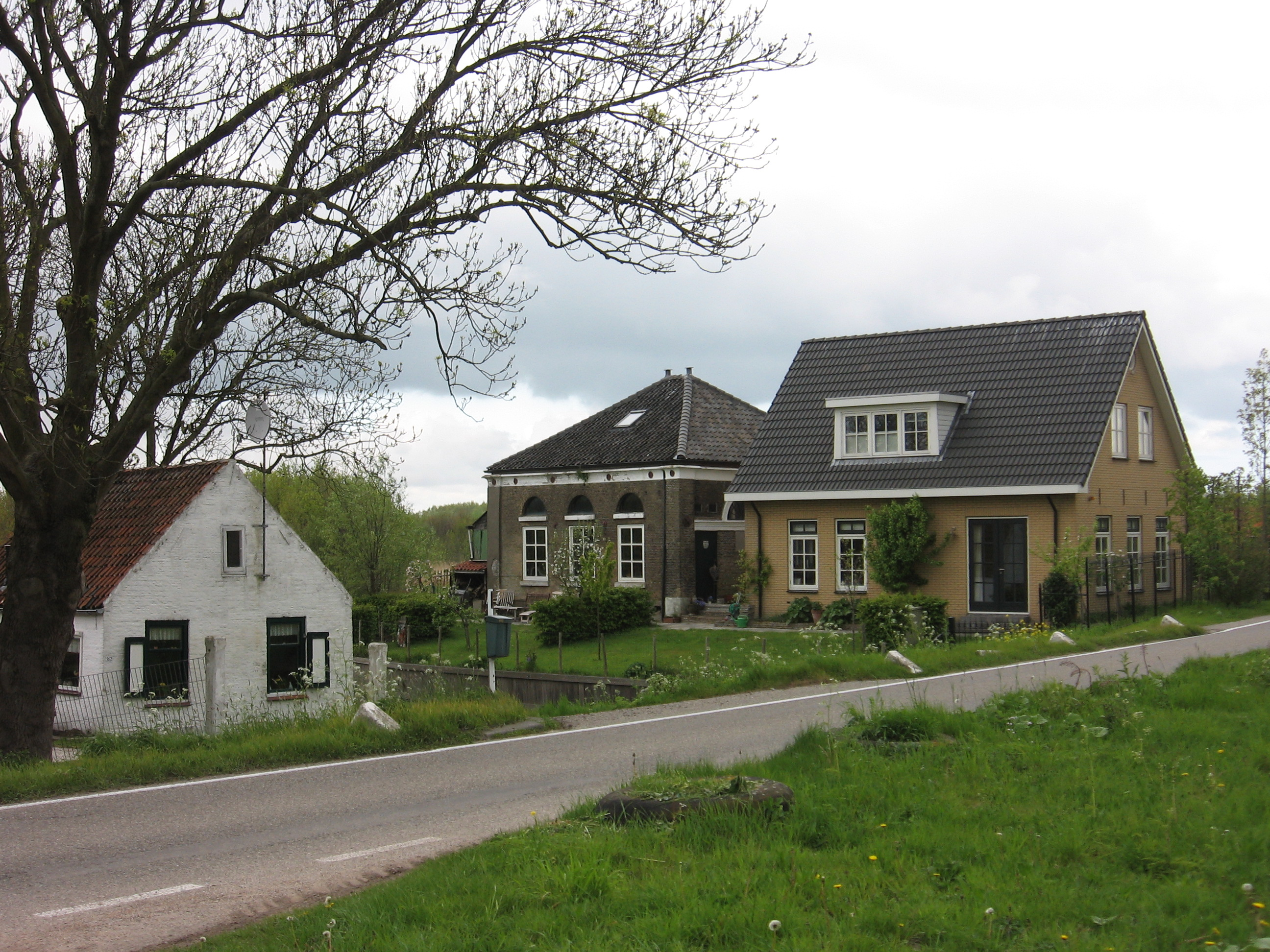
Gemaal van de Lage Abtwoudsche polder aan de Schieweg (2010)